# Faulbach (Hadamar)
Faulbach ist eine zum Stadtteil Hadamar zählende ehemals selbständige Gemeinde der Kleinstadt Hadamar im mittelhessischen Landkreis Limburg-Weilburg. Es ist mit etwa 160 Einwohnern das kleinste Siedlungsgebiet von Hadamar. Faulbach bildet mit Hadamar eine gemeinsame Gemarkung.

## Geografische Lage
Faulbach ist ein Straßendorf und liegt auf etwa 180 m über NN am Fuß des 242 m hohen Galgenberges. Durch den Ort verläuft der Faulbach, der bei Hadamar in den Elbbach fließt.

## Geschichte

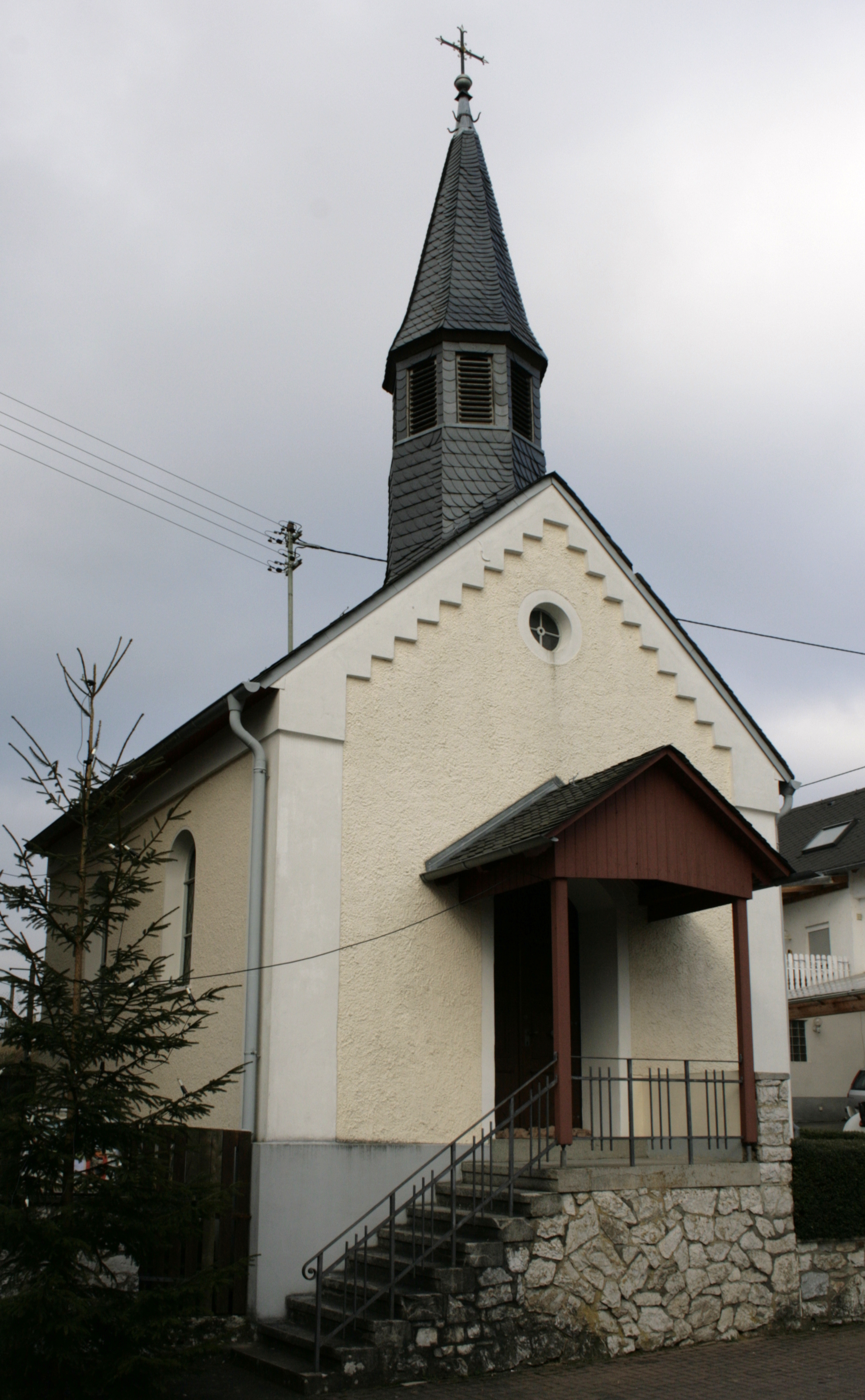
Kapelle

### Ortsgeschichte
Faulbach ist deutlich als Straßendorf ausgeformt. Östlich des Orts traf die von Hadamar kommende Straße auf die Uhlenstraße, einen mittelalterlichen Fernhandelsweg. Der heutige Verlauf der Hauptstraße entspricht aber nur noch im Ostteil dem ursprünglichen Weg der Hadamarer Straße.
Aus den Kirchenbüchern ist ersichtlich, dass Faulbach ursprünglich zur Pfarrei Dietkirchen gehörte, aber 1575 die Einwohner als zur Pfarrei Hadamar gehörig geführt wurden. Bereits im 15. Jahrhundert ist im Ort eine Kapelle überliefert. Patronatsherren waren immer die Herren des großen Faulbacher Hofes. 1620 kam der Ort zu Nassau-Hadamar und war bis 1939 eine selbstständige Gemeinde. Am 1. April 1939 wurden Faulbach und Niederhadamar nach Hadamar eingemeindet.

### Verwaltungsgeschichte im Überblick
Die folgende Liste zeigt die Staaten und Verwaltungseinheiten, denen Faulbach angehört(e):
- vor 1711: Heiliges Römisches Reich, Fürstentum Nassau-Hadamar, Amt Hadamar
- 1717–1743: Heiliges Römisches Reich, Fürstentum Nassau-Dillenburg, Amt Hadamar
- 1743–1806: Heiliges Römisches Reich, Grafen von Nassau-Diez als Teil des Fürstentums Nassau-Oranien, Amt Hadamar
- 1806–1813: Großherzogtum Berg,[Anm. 2] Département Sieg, Arrondissement Dillenburg, Kanton Hadamar
- 1813–1815: Fürstentum Nassau-Oranien, Amt Hadamar
- ab 1816: Herzogtum Nassau,[Anm. 3] Amt Hadamar
- ab 1849: Kreisamt Hadamar[Anm. 4]
- ab 1854: Herzogtum Nassau, Amt Hadamar
- ab 1867: Norddeutscher Bund[Anm. 5], Königreich Preußen,[Anm. 6] Provinz Hessen-Nassau, Regierungsbezirk Wiesbaden, Oberlahnkreis[Anm. 7]
- ab 1871: Deutsches Reich, Königreich Preußen, Provinz Hessen-Nassau, Regierungsbezirk Wiesbaden, Oberlahnkreis
- ab 1886: Deutsches Reich, Königreich Preußen, Provinz Hessen-Nassau, Regierungsbezirk Wiesbaden, Kreis Limburg
- ab 1918: Deutsches Reich (Weimarer Republik), Freistaat Preußen, Provinz Hessen-Nassau, Regierungsbezirk Wiesbaden, Kreis Limburg
- ab 1939: Deutsches Reich, Freistaat Preußen, Provinz Hessen-Nassau, Regierungsbezirk Wiesbaden, Kreis Limburg, Stadt Hadamar[Anm. 8]

### Einwohnerentwicklung
| Faulbach: Einwohnerzahlen von 1834 bis 1925 | Faulbach: Einwohnerzahlen von 1834 bis 1925 | Faulbach: Einwohnerzahlen von 1834 bis 1925 | Faulbach: Einwohnerzahlen von 1834 bis 1925 | Faulbach: Einwohnerzahlen von 1834 bis 1925 |
| --- | ------------------------------------------- | ------------------------------------------- | ------------------------------------------- | ------------------------------------------- |
| Jahr |                                             |                                             |                                             | Einwohner                                   |
| 1834 | 1834                                        |                                             | 84                                          | 84                                          |
| 1840 | 1840                                        |                                             | 104                                         | 104                                         |
| 1846 | 1846                                        |                                             | 127                                         | 127                                         |
| 1852 | 1852                                        |                                             | 131                                         | 131                                         |
| 1858 | 1858                                        |                                             | 140                                         | 140                                         |
| 1864 | 1864                                        |                                             | 162                                         | 162                                         |
| 1871 | 1871                                        |                                             | 149                                         | 149                                         |
| 1875 | 1875                                        |                                             | 135                                         | 135                                         |
| 1885 | 1885                                        |                                             | 146                                         | 146                                         |
| 1895 | 1895                                        |                                             | 157                                         | 157                                         |
| 1905 | 1905                                        |                                             | 131                                         | 131                                         |
| 1910 | 1910                                        |                                             | 138                                         | 138                                         |
| 1925 | 1925                                        |                                             | 168                                         | 168                                         |
| Datenquelle: Historisches Gemeindeverzeichnis für Hessen: Die Bevölkerung der Gemeinden 1834 bis 1967. Wiesbaden: Hessisches Statistisches Landesamt, 1968. Weitere Quellen: LAGIS |                                             |                                             |                                             |                                             |

## Bauwerke

### Faulbacher Hof

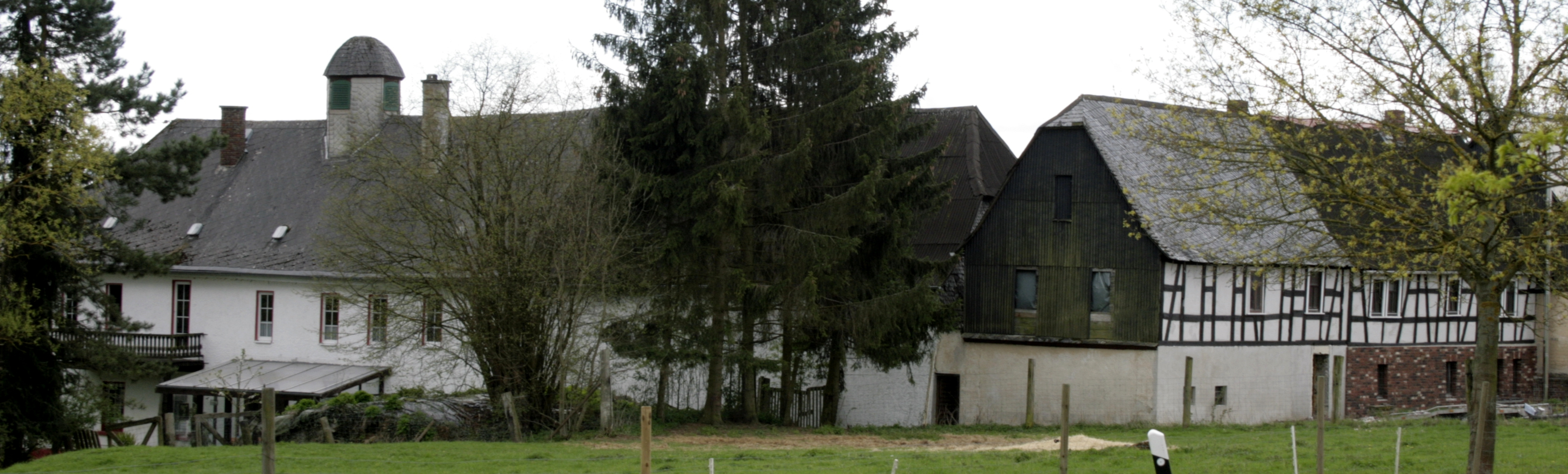
Ostseite des Faulbacher Hofs (links) und Nordseite des Hauses Hofstraße 3 (rechts)

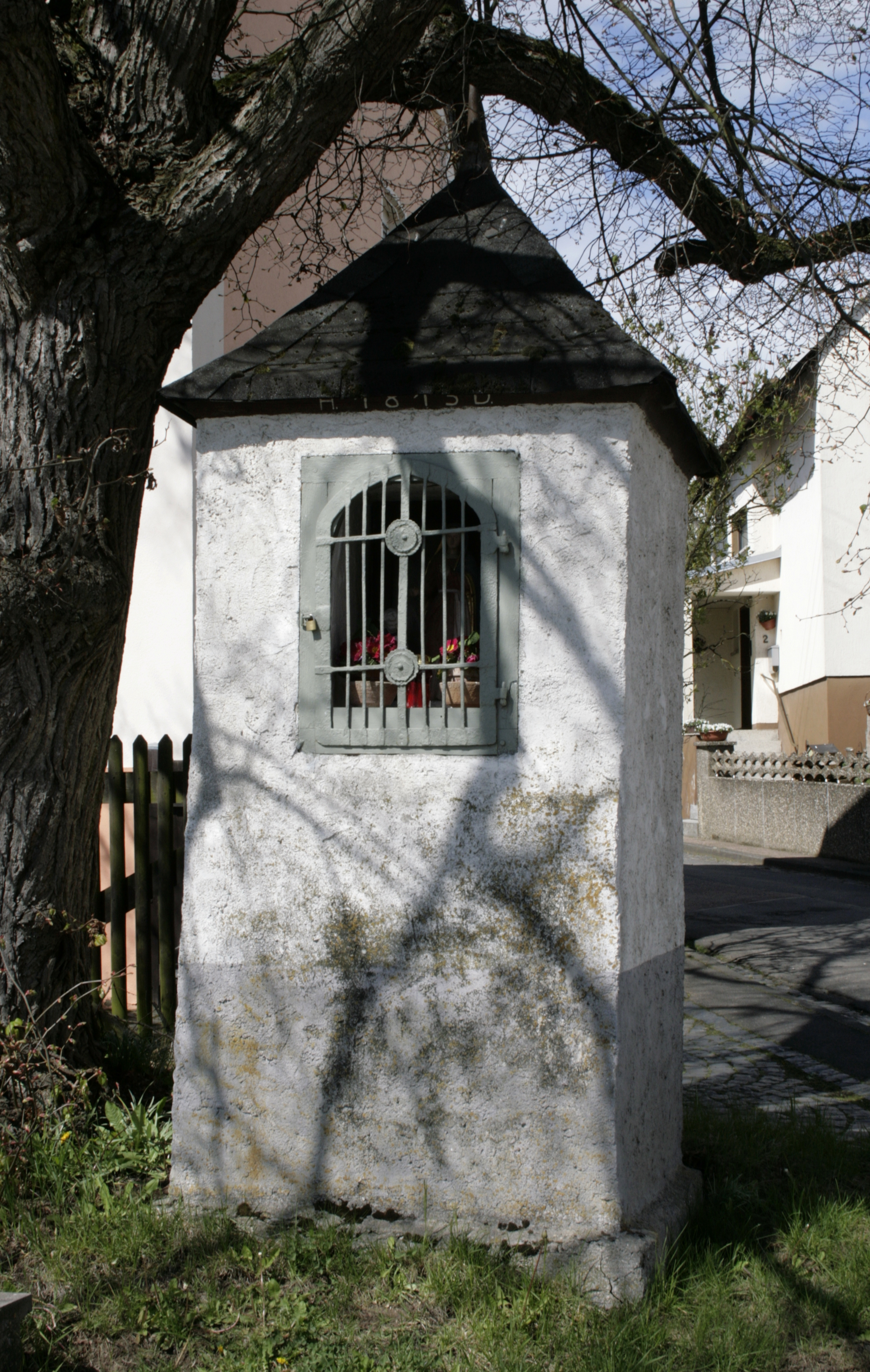
Bildstock an der Hauptstraße

Der Faulbacher Hof im Südosten des Orts ist der alte Kern der Siedlung und steht unter Denkmalschutz, der sich als Ensembleschutz auch über die angrenzenden Grundstücke erstreckt. Der Hof ist eine ursprünglich mittelalterliche Anlage, die sich im Besitz mehrerer Adelsfamilien befand, darunter die nassauische Beamten- und Politikerfamilie von Dungern. Der zugehörige Gutsbesitz wurde am Anfang des 20. Jahrhunderts aufgelöst.
Heute hat der Hof die Form einer Dreiseitenanlage. Die ältesten Teile sind das Herrenhaus, ein heute verputztes Fachwerkhaus, und das Erdgeschoss der nördlich daran anschließenden Scheune. Das Hauptgebäude trägt ein nach Norden geändertes Krüppelwalmdach mit Arbeitsglockenturm. Um 1870 wurden diese Scheune aufgestockt, auf der Südseite der Anlage ein neuer Wirtschaftstrakt errichtet und die Anlage mit einer Mauer zur Straßenseite hin abgeschlossen. Die Gebäude dieser Phase bestehen aus Kalksteinbruch und Entlastungsbögen aus Backsteinen. Die Mauer tritt durch ihre dachgekrönten Pfosten und die beiden Einfahrten mit alten Eisentoren hervor.

### Kapelle
Der kleine Putzbau wurde 1868 errichtet. Als Schmuck trägt er Treppenfriese, Lisenen und Gesimsband. Der kleine Reiterturm ist achteckig ausgeführt. Der Eingang wurde nachträglich modernisiert.

### Bildstock
Der Bildstock unter einer mächtigen Platzlinde datiert auf 1813. Das Bruchsteinbauwerk weist einen niedrigen Sockel und ein spitzes, pyramidenförmiges Holzdach auf. Ein Ölbild ist in die Kammer eingepasst.

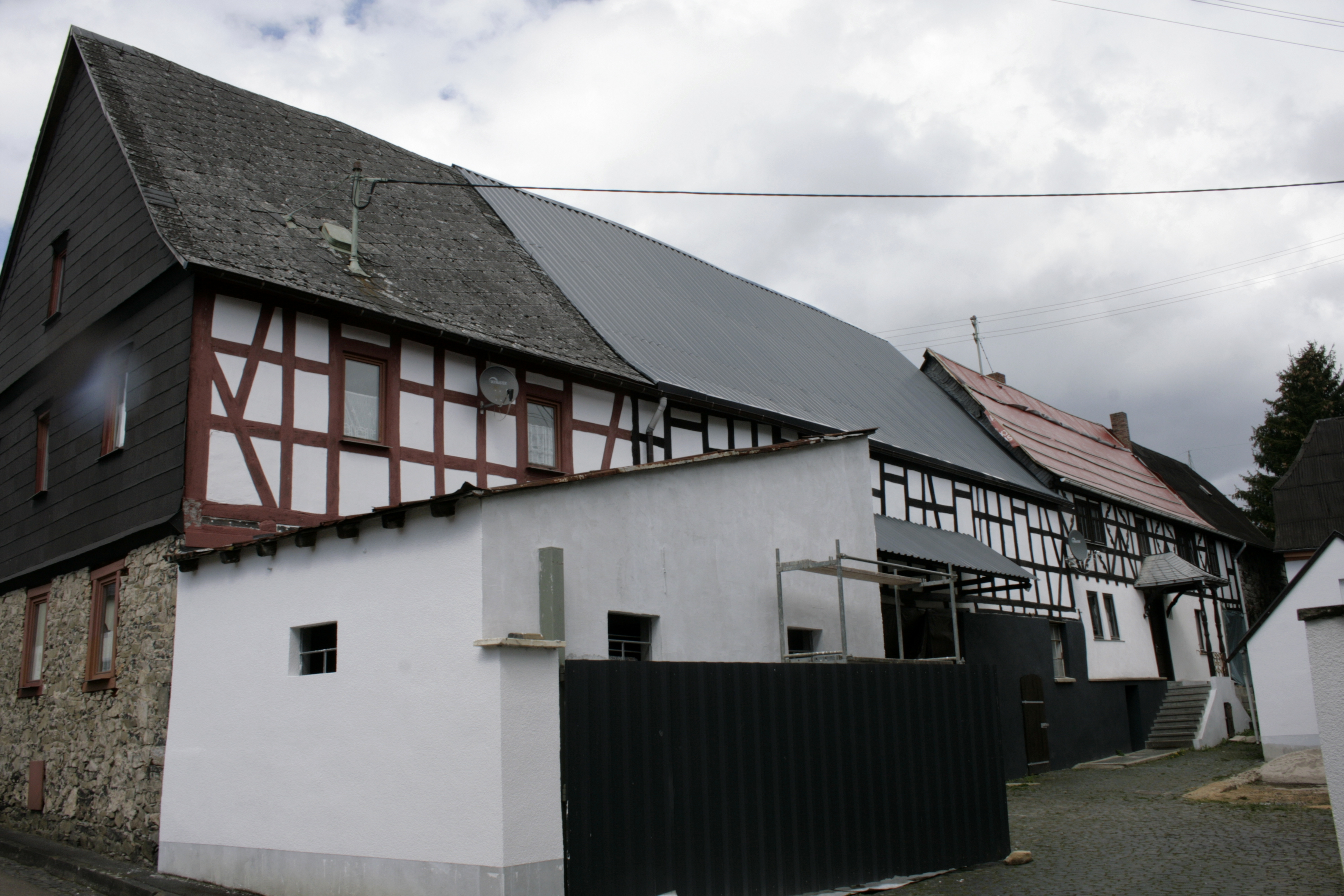
Ensemble aus Hofstraße 1 (links) und drei (rechts)

### Hofstraße 1
Das Fachwerkhaus neben dem Gutshof fällt durch seinen hohen Sockel mit freiliegenden Bruchsteinen und sein sehr spitzes, dominierendes Dach auf, das durch die Verschieferung zur Dachseite unterstrichen wird. Das Gefachbild ist sehr schlicht, fast quadratisch. Fenster und Türen haben sich im weitgehend unmodernisierten Zustand erhalten.

### Hofstraße 3
Das langgestreckte Wohnhaus flankiert den Gutshof nördlich. Es fällt durch leichten Schmuck mit genasten S-Streben im Fachwerk des Obergeschosses sowie durch einen ungewöhnlich hohen Kellersockel auf. Einen Akzent setzt das leicht geschweifte Vordach über dem Eingang.

## Wirtschaft und Infrastruktur
Früher war Faulbach ein durch die Landwirtschaft geprägtes Dorf. Heute gibt es drei Vollerwerbsbetriebe. Außerdem hat Faulbach noch ein Restaurant mit integriertem Bio-Hofladen. Diese befinden sich in einer alten Scheune, die umgebaut und restauriert wurde.